# Emigráns magyar írók Romániában
Emigráns magyar írók Romániában 1919-ben a Magyar Tanácsköztársaság leverése után számos magyar író, publicista és tudós emigrált Romániába a magyarországi felelősségre vonás és a fehérterror elől.

## Az emigránsok politikai arculata
Voltak közöttük kommunisták (Antal Márk, Barta Lajos, Bárdos László, Bölöni György, Dienes László, Götz Irén Júlia, Gaál Gábor), szociáldemokraták (Farkas Antal, Erdélyi Kálmán, a kolozsvári Jóestét Halász József nevű külpolitikusa, Madzsar József, Ormos Ede, Révész Béla, Wojticzky Gyula) és polgári-radikálisok, akik közül többen közel állottak a szocialista mozgalomhoz (Benamy Sándor, Darvas Simon, Győri Ernő, Győri Imre – később Mikes Imre néven írt –, Győri Illés István, Hajnal László, Hatvany Lajos, Hont Tibor, Ignotus, Kaczér Illés, Kádár Imre).

## Emigránsok Európában
Az 1918-19-es emigráció nemcsak közvetlenül, Romániában hosszabb-rövidebb ideig vagy végleg megtelepedő képviselőinek tevékenysége folytán, hanem Európa különböző pontjain kialakult szellemi gócai, az ezekben szerephez jutó lapok, könyvkiadók, művészi és tudományos vállalkozások útján is serkentőleg hatott a romániai magyar szellemi élet és irodalom kibontakozására. Bécs, Berlin, Párizs, London és Moszkva szocialista és polgári radikális írói, művész- és tudósköreivel jutott az emigráció segítségével érintkezésbe az erdélyi városokban, majd Bukarestben is pezsgésnek induló magyar művelődés, és ez a hatás lényegesen hozzájárult a kisebbségi helyzetbe került magyarságnak a demokrácia, a kisebbségi humánum, a társadalmi forradalom és a béke  irányában való tájékozódásához, nagyobbrészt hatálytalanítva az ellenforradalmi Horthy-rendszer úri osztálynacionalizmusának, antiszemitizmusának és revizionizmusának kisugárzásait.

## Emigránsok Kolozsvárt
Emigránsok kapcsolódtak be Kolozsvárt az erdélyi radikális írók alapította Keleti Újság és Napkelet folyóirat szerkesztésébe. A Keleti Újságnak egy ideig szellemi irányítója Ignotus, olvasószerkesztője Darvas Simon, cikkírója Kádár Imre, s a szerkesztőségben dolgozott a költő és novellista Hajnal László és a költő Győri Ernő, akinek Isten és nő c. verskötetét 1924-ben Kolozsvárt adta ki a Haladás Kiadó. A Napkelet közölte Balázs Béla Isten tenyerén c. regényét (könyvalakban Kolozsvár, 1921); Barta Lajos részt vett a Napkelet szerkesztésében s Új világ, új ember, új művészet c. cikkében nyugatos, aktivista programot adott.

## Emigránsok Bukarestben
Bukarestben indította meg 1921 januárjában Bölöni György a Bukaresti Hírlap c. radikális-demokrata lapot. A szerkesztőségben dolgozott Dienes László, Barta Lajos (Zűrzavar c. regényét itt közölték folytatásokban), Újházy György és Kémeri Sándor álnéven Bölöni György felesége, Márkus Otília. A lap megszűnése után Kolozsvárt folytatták tevékenységüket a Keleti Újság keretében, majd az újabb emigráció útját követték. Az Új Kelet szerkesztőségében dolgozott Benamy Sándor és Kaczér Illés. A szociáldemokrata pártélet, majd a Romániai Népszava szerkesztőségének tagja Farkas Antal, Erdélyi Kálmán, Ormos Ede és Kelemen Gyula álnéven Wojticzky Gyula. Farkas Antal Kolozsvárt írta 1922-ben a Koskóczy-lányok c. regényét, amelyet a Romániai Népszava közölt folytatásokban. Egy regényét (A papkisasszony) Aradon adták ki 1922-ben.

## Emigránsok szakszervezeti és kulturális mozgalmakban
Az emigránsok egy része részt vett a szakszervezetek szabadiskolájának és kulturális mozgalmának megszervezésében. Antal Márk Kolozsvárt hatékony marxista szemináriumokat szervezett, s 1921 és 1926 között ott volt a kolozsvári szabadiskola előadói között, akárcsak Darvas Simon, Dienes László, Götz Irén, Madzsar József, Kádár Imre és Ormos Ede. Számos emigráns újságíró helyezkedett el a nagyváradi, aradi és temesvári sajtóorgánumoknál.

## Erdélyi származású emigránsok
Az emigrációnak voltak olyan szellemi emberei, akik Magyarországról jöttek ugyan, de származásuk folytán lényegében erdélyiek voltak. Ezek közé számítandó a nagykárolyi születésű Jász Dezső, aki 1921 és 1923 között előbb Marosvásárhelyen szerkesztett kommunista lapokat, majd Bukarestben a Román Kommunista Párt (RKP) magyar nyelvű lapját, a Munkást. Ide számítható a nagyváradi születésű Salamon László is, aki a fehérterror börtönéből kikerülve előbb Nagyváradon, majd 1924-től Kolozsváron folytatta publicista és költői tevékenységét.

## Emigránsok a Korunk szerkesztőségében
Az emigráció külföldi szellemi gócainak legjelesebb képviselőit a Korunk-alapító Dienes László, majd főszerkesztő utóda, Gaál Gábor igyekezett a lap munkatársának megnyerni, s így a kezdeti szakaszban egyes polgári radikálisok (Hatvany Lajos, Jászi Oszkár), majd többen marxista-leninista emigráns írók (Balázs Béla, Barta Lajos, Bölöni György, Háy Gyula, Károlyi Mihály, Lukács György, Moholy-Nagy László, Sinkó Ervin) váltak Romániában megjelenő írásaikkal a honi fejlődés tényezőivé.

## Emigránsok a munkássajtóban
A munkássajtó állandó munkatársai voltak az 1920-as években a bécsi emigráció kommunista írói, köztük Lukács György, Landler Jenő, Révai József, Gábor Andor, Balázs Béla, Kahána Mózes (Térítő Pál álnéven), Mácza János, Uitz Béla, ill. a szociáldemokrata Ágoston Péter, Kunfi Zsigmond, Révész Béla, Kassák Lajos, Böhm Vilmos.